# Kamienica przy ulicy Siennej 4 w Krakowie
Kamienica przy ulicy Siennej 4 – zabytkowa kamienica znajdująca się w Krakowie, w dzielnicy I przy ulicy Siennej, na Starym Mieście.
Kamienica została wzniesiona w XIV wieku. Posiadała oficynę, wychodzącą na cmentarz przy Kościele Mariackim, która w późniejszym czasie została przebudowana na samodzielny budynek – Dom Pod Ogrojcem. Od połowy XVIII wieku do początków XIX wieku, wraz z Kamienicą Czyncielów i Kamienicą Bidermanowską wchodziła w skład tzw. Barszczowego, czyli zespołu kamienic należącego do rodziny Bartschów.
26 marca 1968 kamienica została wpisana do rejestru zabytków. Znajduje się także w gminnej ewidencji zabytków.